# Michael Hepburn
Michael David Hepburn (Brisbane, 17 de agosto de 1991) es un deportista australiano que compite en ciclismo en las modalidades de pista, especialista en las pruebas de persecución, y ruta.
Participó en dos Juegos Olímpicos de Verano, en los años 2012 y 2016, obteniendo en total dos medallas de plata, ambas en la prueba de persecución por equipos (en Londres 2012 junto con Jack Bobridge, Glenn O'Shea y Rohan Dennis y en Río de Janeiro 2016 con Alexander Edmondson, Jack Bobridge y Sam Welsford).
Ganó ocho medallas en el Campeonato Mundial de Ciclismo en Pista entre los años 2010 y 2016.
En carretera obtuvo cuatro medallas en el Campeonato Mundial de Ciclismo en Ruta, entre los años 2011 y 2016.

## Medallero internacional

### Ciclismo en pista
| Juegos Olímpicos   | Juegos Olímpicos         | Juegos Olímpicos  | Juegos Olímpicos        |
| Año                | Lugar                    | Medalla           | Competición             |
| ------------------ | ------------------------ | ----------------- | ----------------------- |
| 2012               | Londres (Reino Unido)    | Medalla de plata  | Persecución por equipos |
| 2016               | Río de Janeiro (Brasil)  | Medalla de plata  | Persecución por equipos |
| Campeonato Mundial |                          |                   |                         |
| Año                | Lugar                    | Medalla           | Competición             |
| 2010               | Ballerup (Dinamarca)     | Medalla de oro    | Persecución por equipos |
| 2011               | Apeldoorn (Países Bajos) | Medalla de oro    | Persecución por equipos |
| 2011               | Apeldoorn (Países Bajos) | Medalla de bronce | Persecución individual  |
| 2012               | Melbourne (Australia)    | Medalla de oro    | Persecución individual  |
| 2012               | Melbourne (Australia)    | Medalla de plata  | Persecución por equipos |
| 2013               | Minsk (Bielorrusia)      | Medalla de oro    | Persecución individual  |
| 2013               | Minsk (Bielorrusia)      | Medalla de oro    | Persecución por equipos |
| 2016               | Londres (Reino Unido)    | Medalla de oro    | Persecución por equipos |

### Ciclismo en ruta
| Campeonato Mundial | Campeonato Mundial     | Campeonato Mundial | Campeonato Mundial       |
| Año                | Lugar                  | Medalla            | Competición              |
| ------------------ | ---------------------- | ------------------ | ------------------------ |
| 2011               | Copenhague (Dinamarca) | Medalla de bronce  | Contrarreloj sub-23      |
| 2013               | Florencia (Italia)     | Medalla de plata   | Contrarreloj por equipos |
| 2014               | Ponferrada (España)    | Medalla de plata   | Contrarreloj por equipos |
| 2016               | Doha (Catar)           | Medalla de bronce  | Contrarreloj por equipos |

## Palmarés

### Ruta
2010
- 1 etapa del Tour de Thüringe

2011
- 1 etapa del Tour de Noruega
- 2 etapas del Tour del Porvenir
- 3.º en el Campeonato Mundial Contrarreloj sub-23

2014
- Campeonato de Australia Contrarreloj
- 1 etapa del Tour de Catar

2015
- Campeonato Oceánico Contrarreloj

2024
- 3.º en el Campeonato de Australia Contrarreloj

### Pista
2010
- Campeonato del mundo en Persecución por equipos (con Rohan Dennis, Jack Bobridge y Cameron Meyer)
- Juegos de la Mancomunidad en Persecución por equipos (con Jack Bobridge, Cameron Meyer, Dale Parker)

2011
- Campeonato del mundo en Persecución por equipos (con Rohan Dennis, Luke Durbridge y Jack Bobridge)
- 3.º en el Campeonato del mundo en Persecución

2012
- Campeonato del mundo en Persecución
- 2.º en el Campeonato del mundo en Persecución por equipos (con Rohan Dennis, Glenn O'Shea y Jack Bobridge)
- 2.º en el Campeonato Olímpico Persecución por Equipos (con Rohan Dennis, Glenn O'Shea y Jack Bobridge)

2013
- Campeonato del mundo en Persecución
- Campeonato del mundo en Persecución por equipos (con Alexander Edmondson, Alexander Morgan y Glenn O'Shea)

2016
- Campeonato del mundo en Persecución por equipos (con Sam Welsford, Callum Scotson y Miles Scotson)
- 2.º en el Campeonato Olímpico Persecución por Equipos (haciendo equipo con Alexander Edmondson, Jack Bobridge y Sam Welsford)

## Resultados en Grandes Vueltas y Campeonatos del Mundo
Durante su carrera deportiva ha conseguido los siguientes puestos en las Grandes Vueltas y en los Campeonatos del Mundo:
| Carrera              | Carrera              | 2012 | 2013 | 2014  | 2015  | 2016  | 2017  | 2018  | 2019  | 2020 | 2021  | 2022  | 2023 | 2024  | 2025  |
| -------------------- | -------------------- | ---- | ---- | ----- | ----- | ----- | ----- | ----- | ----- | ---- | ----- | ----- | ---- | ----- | ----- |
|                      | Giro de Italia       | —    | —    | 154.º | 160.º | 150.º | 122.º | —     | —     | Ab.  | 120.º | 112.º | 77.º | 115.º | 143.º |
|                      | Tour de Francia      | —    | —    | —     | —     | —     | —     | 117.º | 146.º | —    | —     | —     | —    | —     | —     |
|                      | Vuelta a España      | —    | —    | —     | —     | —     | —     | —     | —     | —    | —     | 118.º | Ab.  | —     | —     |
| Mundial en Ruta      | Mundial en Ruta      | —    | —    | —     | —     | —     | —     | —     | —     | —    | —     | —     | —    | —     | —     |
| Mundial Contrarreloj | Mundial Contrarreloj | —    | —    | —     | 15.º  | —     | —     | —     | —     | —    | —     | —     | —    | —     | —     |

| —: No participó | Ab: Abandono |

## Equipos
- Team Jayco-Skins (2010–2011)
- Orica/Mitchelton/BikeExchange/Jayco (2012-)
  - Orica-GreenEDGE (2012-2016)
  - Orica-BikeExchange (2016)
  - Orica-Scott (2017)
  - Mitchelton-Scott (2018-2020)
  - Team BikeExchange (2021)
  - Team BikeExchange-Jayco (2022)
  - Team Jayco AlUla (2023-)